# Саудијска Арабија на Светском првенству у атлетици на отвореном 2017.
Саудијска Арабија је учествовала на Светском првенству у атлетици на отвореном 2017. одржаном у Лондону од 4. до 13. августа четрнаести пут. Репрезентацију Саудијске Арабије представљао је 1 такмичар који се се такмичио у трци на 100 метара.,
На овом првенству Саудијска Арабија није освојила ниједну медаљу али је остварен најбољи лични резултат сезоне.

## Учесници
Мушкарци:
- Абдулах Акбар Мохамед — 100 м

## Резултати

### Мушкарци
| Атлетичар             | Дисциплина | Лични рекорд | Предтакмичење | Предтакмичење | Квалификације | Квалификације | Полуфинале           | Полуфинале           | Финале               | Финале       | Детаљи |
| Атлетичар             | Дисциплина | Лични рекорд | Резултат      | Место         | Резултат      | Место         | Резултат             | Место                | Резултат             | Место        | Детаљи |
| --------------------- | ---------- | ------------ | ------------- | ------------- | ------------- | ------------- | -------------------- | -------------------- | -------------------- | ------------ | ------ |
| Абдулах Акбар Мохамед | 100 м      | 10,04 НР     | 10,23 КВ, ЛРС | 3. у гр. 3    | 10,31 (.303)  | 6. у гр. 5    | није се квалификовао | није се квалификовао | није се квалификовао | 32 / 58 (62) |        |